# Vriesea duarteana
Vriesea duarteana är en gräsväxtart som beskrevs av Lyman Bradford Smith. Vriesea duarteana ingår i släktet Vriesea och familjen Bromeliaceae. Inga underarter finns listade i Catalogue of Life.